# NGC 6554
NGC 6554 је група звезда у сазвежђу Стрелац која се налази на NGC листи објеката дубоког неба.
Деклинација објекта је - 18° 22' 42" а ректасцензија 18h 9m 23,0s. Привидна величина (магнитуда) објекта NGC 6554 износи 8,3.